# Bunkyō
Bunkyō (jap. 文京区 Bunkyō-ku, englisch Bunkyo City/Bunkyo Ward/Bunkyo, Tokyo) ist einer der 23 („Spezial-/Sonder-“)Bezirke der japanischen Präfektur Tokio. Bunkyō befindet sich in der Mitte Tokios und ist ein Wohngebiet und Standort vieler wichtiger Bildungseinrichtungen. Beginnend mit der Meiji-Zeit haben Literaten wie Natsume Sōseki, Gelehrte und Politiker hier gelebt.

## Geographie
Bunkyō ist in folgende Stadtviertel unterteilt:
- Hakusan
- Hongō
- Hon-komagome
- Kasuga
- Kohinata
- Koishikawa
- Kōraku
- Mejirodai
- Mukōgaoka
- Nezu
- Nishikata
- Otowa
- Ōtsuka
- Sekiguchi
- Sendagi
- Sengoku
- Suidō
- Yayoi
- Yushima

Siehe auch Liste der Stadtteile des Tokioter Bezirks Bunkyō

## Geschichte
Der Stadtbezirk entstand am 15. März 1947 aus den alten Stadtbezirken Hongō und Koishikawa der Stadt Tōkyō. Der Name spielt dabei auf die Phrase bunkyō no fu (文教の府) für „Zentrum der Bildung, Sitz der Bildung“ an, wobei statt des Schriftzeichens 教 das gleichlautende Kanji für Hauptstadt 京 kyō, das auch im Namen von Tokio vorkommt, verwendet wurde.

## Sehenswürdigkeiten und bedeutende Einrichtungen

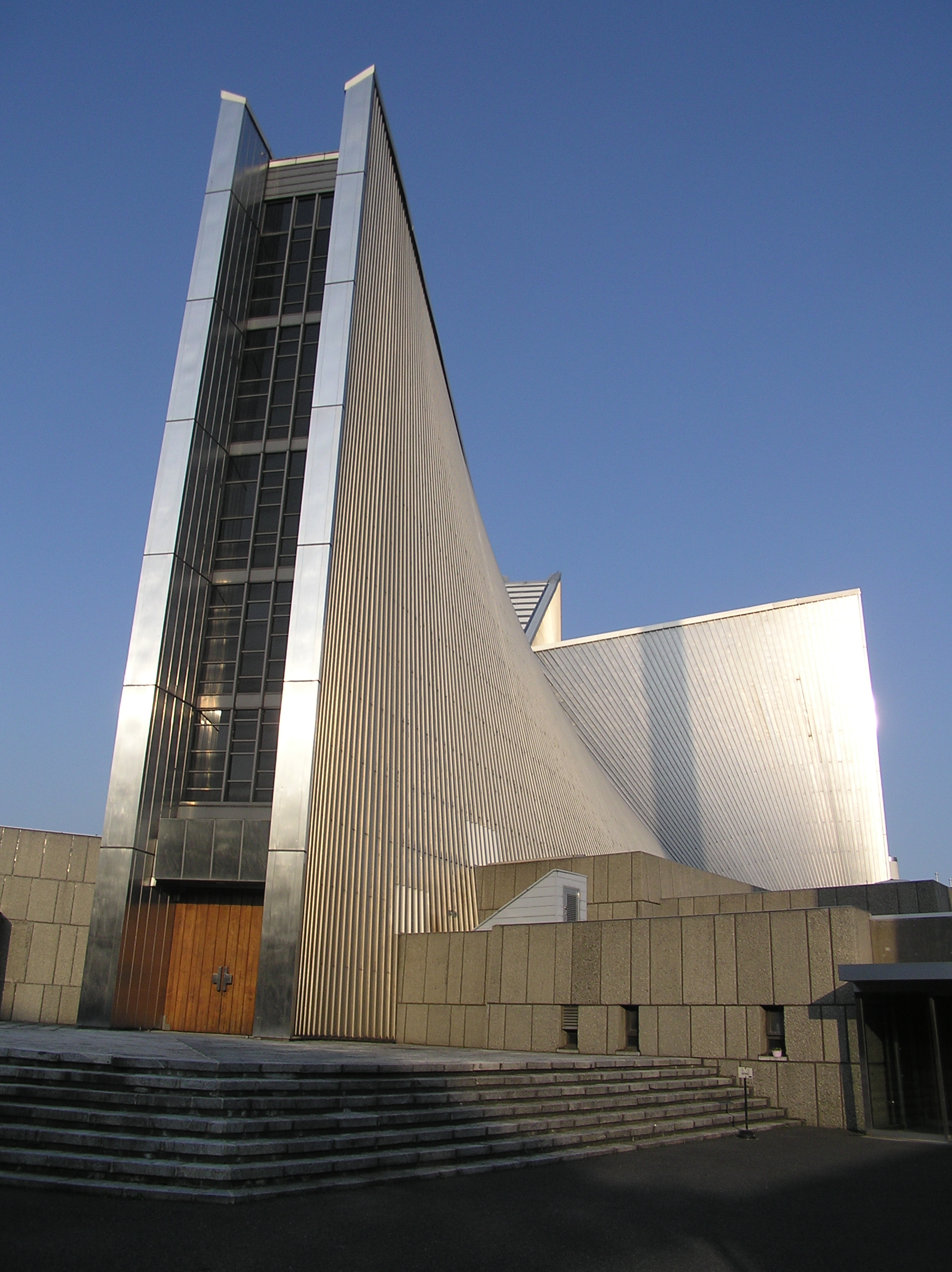
Kathedrale St. Marien

- Gokoku-ji (Tempel)
- Denzu-in (Tempel)
- Harimasaka-Sakura-Kolonnade
- Kōdōkan-Judoinstitut
- Koishikawa Botanischer Garten
- Koishikawa Kōrakuen
- Tokyo Dome City
- Nezu-Schrein
- Rikugi-en (Park)
- Kathedrale St. Marien
- Universität Tokio
- Tokyo Dome
- Tōyō-Universität
- Yanaka-Friedhof
- Yayoi-Museum
- Yushima Tenman-gū (Schrein)
- Yushima Seidō (Tempel)

## Verkehr
Bunkyō ist an die Shuto-Autobahn Nr. 5 (Ikebukuro-Linie) der Stadtautobahn Tokio, die Nationalstraße 17 nach Chūō oder Niigata und die Nationalstraße 254 nach Matsumoto angeschlossen.
Mit der Tōkyō Metro besteht der Anschluss an mehrere Linien. Mit der Marunouchi-Linie von Shin-Ōtsuka, Myōgadani, Kōrakuen, Hongō-Sanchōme oder Ochanomizu nach Suginami oder Ikebukuro, mit der Namboku-Linie von Kōrakuen, Tōdai-mae oder Honkomagome nach Meguro oder Kita, mit der Yūrakuchō-Linie von Gokokuji oder Edogawabashi nach Wakō oder Kōtō sowie mit der Chiyoda-Linie von Sendagi, Nezu oder Yushima nach Shibuya oder Adachi.
Zudem kann man mit der Mita-Linie der Toei von Sengoku, Hakusan, Kasuga oder Suidōbashi nach Meguro oder Itabashi und mit der Ōedo-Linie von Iidabashi, Kasuga, oder Hongō Sanchōme nach Shinjuku oder Nerima.

## Wirtschaft
Die Verlags- und Druckindustrie sowie führende Gesundheitseinrichtungen sind wichtige Wirtschaftsfaktoren in Bunkyo. In Bunkyo befinden sich mehrere große Krankenhäuser. Außerdem stehen hier der Tokyo Dome, der Kōdōkan und die Universität Tokio. In der neueren Zeit gewann auch die IT-Branche an Bedeutung.

## Universitäten und Colleges

### Öffentliche
- Ochanomizu-Frauenuniversität

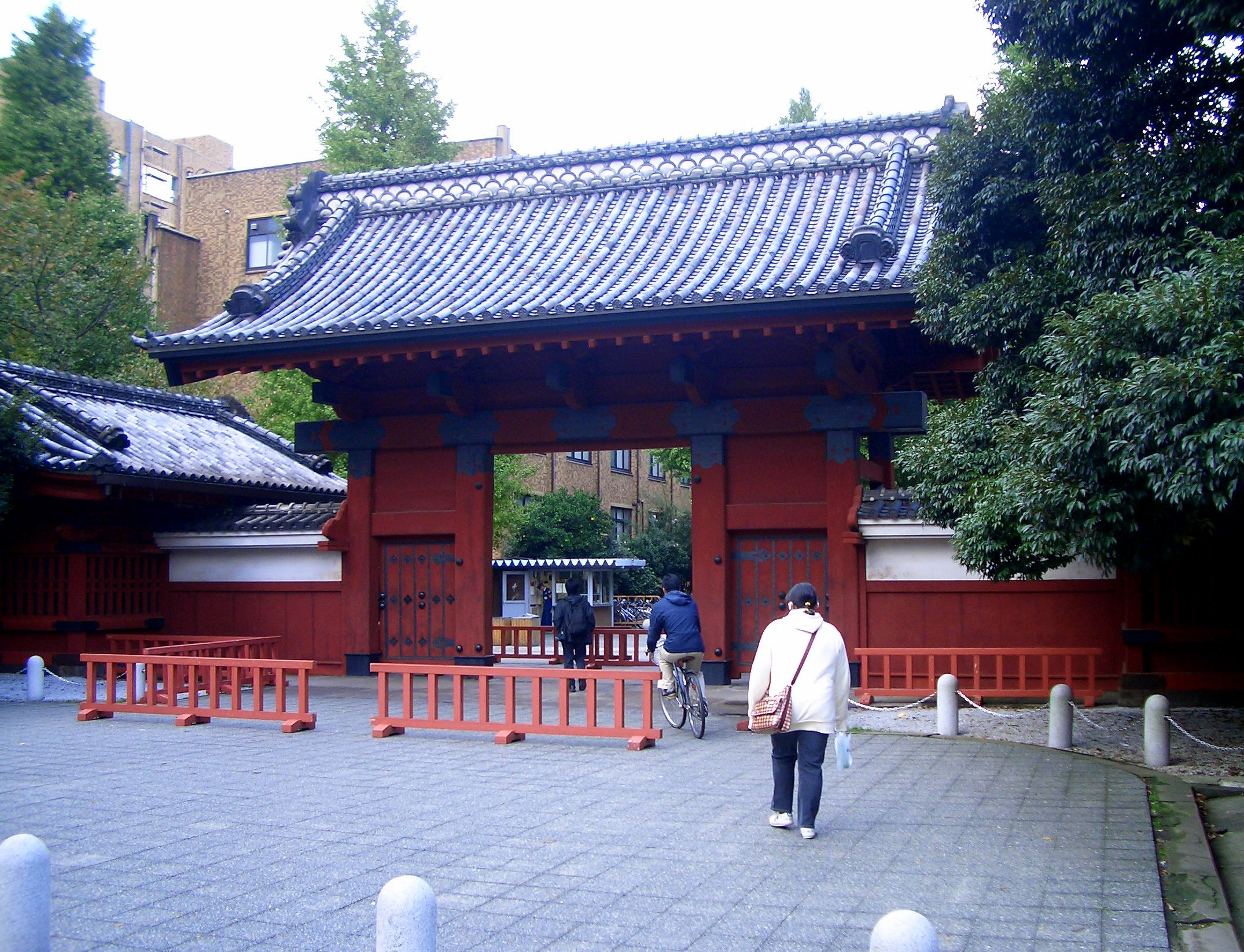
Akamon ist das berühmte Tor der Universität Tokio

- Universität Tsukuba, Ōtsuka-Campus
- Universität Tokio Hongō-Campus
- Medizinische und Zahnmedizinische Universität Tokyo

### Private
- Atomi-Universität
- Juntendo-Universität
- Takushoku-Universität

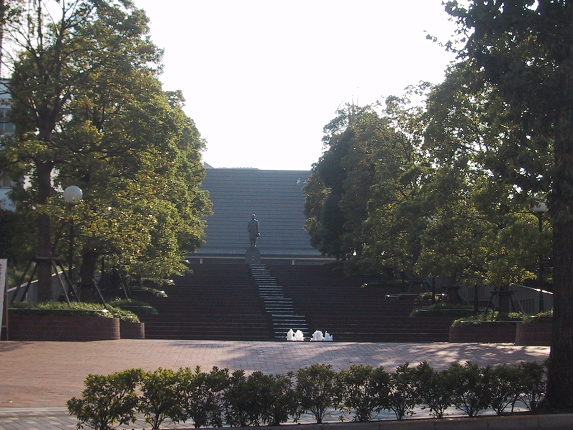
Hosuinomori in der Toyo-Universität

- Chuo-University Fakultät für Ingenieurwesen
- Christliche Frauenuniversität Tokyo
- Tōyō-Universität
- Nippon Medical School
- Japanische Frauenuniversität
- Bunkyo-Gakuin-Universität und Bunkyo-Gakuin-College
- International College for Postgraduate Buddhist Studies

## Politik
- KPJ: 6
- seisaku team AGORA („Politikteam Agora“; mit KDP): 5
- Bunkyō eikyū no kai („Vereinigung der Ewigkeit“; mit KDP, DVP): 3
- 1-Mitglied-Fraktionen (darunter ToFi): 4
- Ishin: 2
- Kōmeitō: 4
- LDP: 10

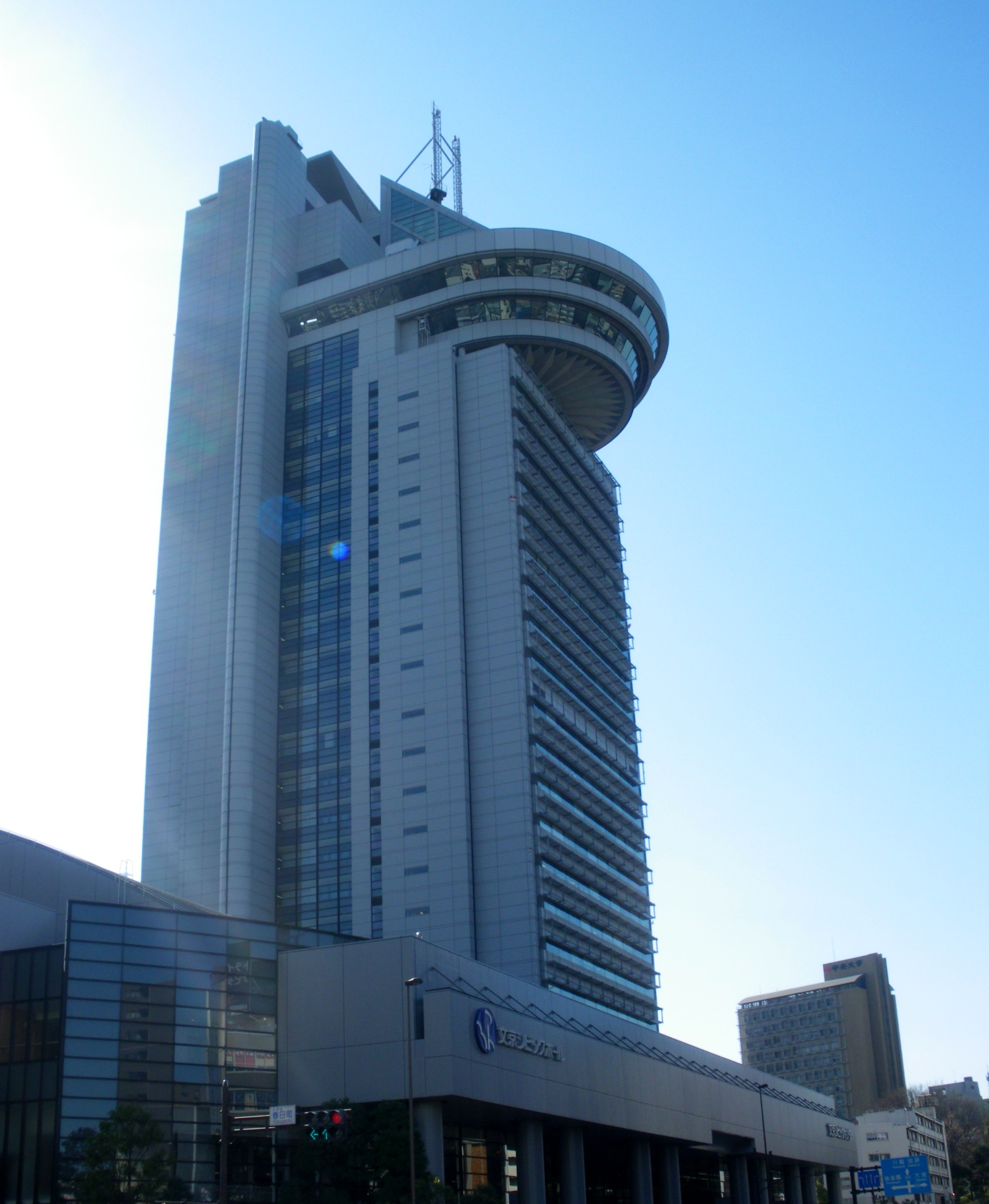
Bunkyō Civic Center

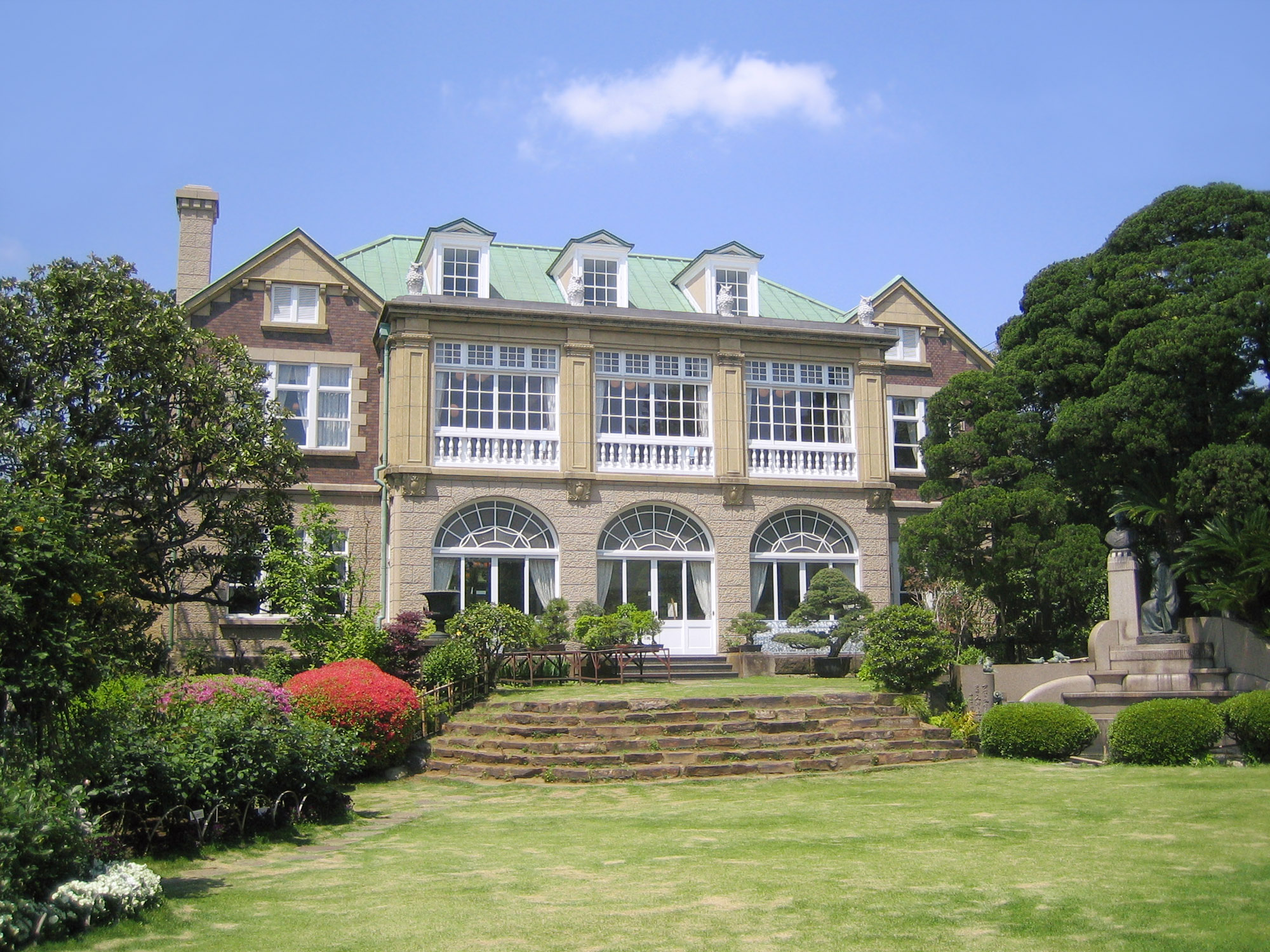
Der einstige Hatoyama-Familiensitz im Stadtteil Otowa, heute als Hatoyama kaikan ein Museum

Bezirksbürgermeister und -parlament werden beide bei einheitlichen Regionalwahlen gewählt. Bei den letzten Wahlen 2023 wurde der seit 2007 amtierende Bürgermeister Hironobu Narisawa mit 56,3 % der Stimmen gegen die ehemalige Bezirksparlamentsabgeordnete Keiko Ebisawa (43,7 %) für eine fünfte Amtszeit wiedergewählt. Für die 34 Sitze im Parlament bewarben sich 2023 nur noch 43 Kandidaten.
Bunkyō bildet einen Zweimandatswahlkreis für das Präfekturparlament. Bei der letzten Wahl 2021 gingen die beiden Sitze an Tomin First no Kai und KPJ.
Für das Unterhaus des nationalen Parlaments bildet Bunkyō – nach der Unterhauswahl 1892 für über ein Jahrhundert die politische Heimat der Hatoyama-Familie, die heute aber die Wahlkreise Tokio 2 und Fukuoka 6 bestreitet – seit 2024 zusammen mit Toshima Teil den 10. Wahlkreis Tokio. Bei der Wahl 2024 verteidigte diesen Hayato Suzuki knapp für die LDP gegen Yōsuke Suzuki (KDP), der einen Verhältniswahlsitz gewann.

## Söhne und Töchter der Stadt
- Ryōsei Akazawa (* 1960), Politiker
- Yukio Hatoyama (* 1947), 93. Premierminister von Japan
- Shin’ichi Hoshi (1926–1997), Autor
- Tanrō Ishida (* 1987), Schauspieler
- Yuriko Miyamoto (1899–1951), Schriftstellerin
- Hayao Miyazaki (* 1941), Animator und Regisseur
- Shunsuke Motegi (* 1996), Fußballspieler
- Atsumu Ōmura (* 1942), Klimatologe
- Nagai Kafū (1879–1959), Autor
- Takashi Sasagawa (* 1935), Politiker
- Asahina Shōjirō (1913–2010), Insektenkundler
- Iizuka Shōkansai (1919–2004), Kunsthandwerker und Lebender Nationalschatz
- Keiko Tōyama, Pianistin
- Matsudaira Yoritsune (1907–2001), Komponist
- Banana Yoshimoto (* 1964), Schriftstellerin

## Berühmte Einwohner
- Akiko Dōmoto (* 1932), Politikerin, Gouverneurin der Präfektur Chiba
- Nakamura Kanzaburo XVIII., Kabuki-Schauspieler
- Miki Takahashi, Seiyū
- Tōru Takemitsu (1930–1996), Komponist

## Städtepartnerschaften
- Kaiserslautern (seit 1988)

## Angrenzende Städte und Gemeinden
- Tokio: Bezirke Chiyoda, Shinjuku, Taitō, Kita, Arakawa, Toshima